# Daniel Lopar
Daniel Lopar (sinh ngày 19 tháng 4 năm 1985) là một thủ môn bóng đá người Thụy Sĩ. Hiện tại anh thi đấu cho FC St. Gallen tại Giải bóng đá vô địch quốc gia Thụy Sĩ.